# Donald Hall
Donald Andrew Hall Jr. (Hamden, 20 de setembro de 1928 — Wilmot, 23 de junho de 2018) foi um poeta, escritor, editor e crítico literário norte-americano. De 1953 a 1961, foi editor da The Paris Review. Em 24 de junho de 2006, foi nomeado poeta laureado dos Estados Unidos.